# Yong Tian Chang
Yong Tian Chang (o Zhang Yongtian, translitera al chino 张永田) ( n. 1936 ) es un botánico chino, que ha trabajado extensamente en el "Instituto de Botánica", de la Academia China de las Ciencias.
- La abreviatura «Y.T.Chang» se emplea para indicar a Yong Tian Chang como autoridad en la descripción y clasificación científica de los vegetales.[2]